# Brachycosta tarsalis
Brachycosta tarsalis är en tvåvingeart som beskrevs av Prado 1976. Brachycosta tarsalis ingår i släktet Brachycosta och familjen puckelflugor. Inga underarter finns listade i Catalogue of Life.